# دستور روسيا
لدستور الإمبراطورية الروسية، انظر الدستور الروسي 1906
اعتُمد دستور روسيا الاتحادية عبر استفتاء وطني في 12 ديسمبر 1993. دخل الدستور حيز النفاذ في 25 ديسمبر 1993، بعد نشره رسميًا، فألغى نظام الحكم السوفيتي. الدستور الحالي هو ثاني أطول دستور في تاريخ روسيا، بعد دستور عام 1936.
صاغ المؤتمر الدستوري لعام 1993 مسودة الدستور بحضور أكثر من 800 مشارك. يعتبر سيرغي ألكسييف، وسيرغي شاخراي، وفي بعض الأحيان أناتولي سوبتشاك، المشاركين الرئيسيين في وضع الدستور. استُوحي نص مسودة الدستور من مشروع ميخائيل سبيرانسكي الدستوري والدستور الفرنسي الحالي.
بعد ذلك، طُرحت مسودة النص لاستفتاء دستوري أُجري في روسيا في 12 ديسمبر 1993. شارك في الاستفتاء 54.8% ناخبًا (أو 58,187,755 شخصًا) من مجموع الناخبين المسجلين. صوت 32,937,630 منهم (54.5%) لصالح اعتماد الدستور. حل الدستور الجديد محل دستور الحقبة السوفيتية السابق الصادر في 12 أبريل 1978، وهو دستور جمهورية روسيا الاتحادية الاشتراكية السوفيتية (الذي كان قد عُدل بالفعل في أبريل 1992 ليعكس تفكك الاتحاد السوفيتي والملكية الفيدرالية الروسية)، في أعقاب الأزمة الدستورية الروسية لعام 1993.

## الإعلان عن الاعتماد
"نحن، الشعب المتعددة العرقيات في الاتحاد الروسي، يوحدهم مصير مشترك على أرضنا، لوضع حقوق الإنسان والحريات والسلم الأهلي والوفاق، والحفاظ على وحدة الدولة المنشأة تاريخيا، وانطلاقا من المبادئ المعترف بها عالميا من المساواة وتقرير الشعوب لمصيرها، متلقين ذكرى الأجداد الذين نقلوا إلينا حب الوطن، والمعتقد في الخير والعدالة، وإحياء دولة ذات سيادة في روسيا والتأكيد على متانة قاعدتها الديمقراطية، والسعي لضمان الرفاه والازدهار في روسيا، وانطلاقا من مسؤولية وطننا قبل أجيال الحاضر والمستقبل، والاعتراف أنفسنا جزءا من المجتمع العالمي، نعتماد دستورا للاتحاد الروسي." 

## التركيب
الدستور ينقسم إلى قسمين.

### القسم الأول
1. الأسس التي يقوم عليها النظام الدستوري (المواد 1-16)
2. حقوق وحريات الإنسان والمواطن (المواد 17-64)
3. الاتحاد الروسي (المواد 65-79)
4. رئيس الاتحاد الروسي (المواد 80-93)
5. الجمعية الفيدرالية (المواد 94-109)
6. حكومة روسيا الإتحادية (المواد 110-117)
7. السلطة القضائية (المواد 118-129)
8. الحكم الذاتي المحلي (المواد 130-133)
9. التعديلات الدستورية والتنقيحات (المواد 134-137)

### القسم الثاني
1. الأحكام الختامية والانتقالية

## الأحكام
ينص الدستور، وخاصة فيما يتعلق بحقوق الإنسان والحريات الأساسية، على حقوق الإنسان وحريات المواطنين وفقًا لمبادئ وقواعد القانون الدولي المعترف بها عالميًا، وكذلك وفقًا لإدراجها في الدستور. (يؤكد الدستور على أن إدراج الحقوق والحريات الأساسية في دستور الاتحاد الروسي لا يجوز تفسيره على أنه رفض أو انتقاص من حقوق الإنسان والحريات الأخرى المعترف بها عالميًا). 

## تعديل الدستور
يرد موجز لإجراءات تعديل الدستور في الفصل التاسع. يجوز لرئيس الاتحاد الروسي، ومجلس الاتحاد، ومجلس الدوما، وحكومة الاتحاد الروسي، والهيئات التشريعية (التمثيلية) للكيانات التي يتألف منها الاتحاد الروسي، ومجموعات تتألف مما لا يقل عن خمس أعضاء لمجلس الاتحاد أو نواب مجلس الدوما، تقديم مقترحات بشأن إدخال تعديلات على أحكام الدستور وتنقيحه.
تتناول المادة 137 تحديث أحكام المادة 65 من الدستور الروسي. يُجرى إجراء التحديث الخاص بتغيير اسم كيانات روسيا الاتحادية في الدستور بموجب مرسوم يصدره الرئيس الروسي بشأن إدراج أسماء كيانات روسيا الاتحادية في نص الدستور، وذلك بالتوافق مع قرار كيانات روسيا الاتحادية. يجري تحديث المعلومات المتعلقة بالتغييرات في التكوين الموضوعي للاتحاد الروسي وفقًا للقانون الدستوري الاتحادي المتعلق بالانضمام إلى الاتحاد الروسي وتشكيل كيان تأسيسي جديد للاتحاد الروسي، بشأن التغييرات في الوضع الدستوري والقانوني للكيانات المكونة للاتحاد الروسي، وهو ينبغي أن يتضمن إشارة إلى إدراج تغييرات أو إضافات ذات صلة بالمادة 65 من دستور روسيا.
تتناول المادة 136 تحديث أحكام الأبواب رقم 3 و4 و5 و6 و7 و8 من الدستور. يجري تحديث هذا القانون في شكل قانون خاص: قانون الاتحاد الروسي بشأن تعديلات الدستور، والذي يعتمده البرلمان على غرار القانون الدستوري الاتحادي، ولكنه بعد ذلك يتطلب أيضًا موافقة الهيئات التشريعية للكيانات المكونة للاتحاد. علاوة على ذلك، يتناول أحد قوانين الاتحاد الروسي، بشأن تعديل الدستور، التغييرات المترابطة في النص الدستوري، ويتسمى القانون نفسه باسم يعكس جوهر هذا التعديل.
تتناول المادة 135 تحديث أحكام الأبواب رقم 1 و2 و 9من الدستور. يُعتبر تحديث أي من هذه الأبواب بمثابة مراجعة للأحكام الأساسية للدستور، ولا يمكن ذلك إلا من خلال اعتماد الجمعية الدستورية الروسية دستور الاتحاد الروسي الجديد أو عن طريق التصويت الشعبي.

### تعديلات عام 2008
تُعد تعديلات عام 2008، التي اقتُرحت في نوفمبر 2008 ودخلت حيز التنفيذ في 31 ديسمبر 2008، أول تعديلات جوهرية على دستور روسيا لعام 1993، إذ مُددت ولاية كل من رئيس روسيا ومجلس الدوما من أربع سنوات إلى ست سنوات وخمس سنوات على التوالي. في وقت سابق، لم تُجر سوى تعديلات طفيفة تتعلق بتسمية كيانات روسيا الاتحادية أو بدمجها، وهو ما يتطلب إجراء أبسط بكثير.

### تعديلات عام 2020
تحذف تعديلات عام 2020 شرط «على التوالي» من المادة التي تنظم العدد الأقصى لفترات الولاية الرئاسية، مع عدم احتساب فترات الولاية الرئاسية السابقة قبل بدء نفاذ التعديل. هناك تغييرات أخرى تتمثل في الاعتراف بروسيا بوصفها خليفة للاتحاد السوفيتي في علاقتها بالمنظمات والمعاهدات الدولية وممتلكات الاتحاد السوفيتي المنصوص عليها في المعاهدات الدولية خارج أراضي الاتحاد الروسي، وحظر التنازل عن الأراضي الروسية، والحد من إنجازات «المدافعين عن الوطن الأم» وعدم الاعتراف بدورهم في الحرب العالمية الثانية، والاحتفاظ بقدسية الإله في الدستور وتكريس مسألة الزواج بين الجنسين. من شأن التعديلات الأخرى أن تكرس دور اللغة الروسية بوصفها «تشكل هوية الشعب»، وهو ما يمثل إشارة دستورية إلى الإله وإعطاء الدعم القانوني لمجلس الدولة.
في الفترة منذ 25 يونيو إلى 1 يوليو 2020، أُجري تصويت على مستوى البلاد، فصوت 78% من الناخبين لصالح التعديلات، بنسبة إقبال بلغت 65%، وذلك وفقَا للنتائج الرسمية.
وقع بوتين قرارًا تنفيذيًا في 3 يوليو 2020 يقضي بإدراج التعديلات في الدستور الروسي رسميًا- وقد دخل القرار حيز التنفيذ في 4 يوليو 2020.

## وصلات خارجية
- دستور روسيا، مع النص الروسي الأصلي وترجمته إلى الإنكليزية والألمانية والفرنسية
- الروسية -الدستور على موقع الحكومة الروسية الرسمي على الإنترنت
- الترجمة الإنجليزية
- أحدث إصدار طبعة في 30 ديسمبر 2008 باللغة الإنجليزية والفرنسية والألمانية والروسية لفون / آي بود تاتش
- جميع المعلومات حول الدستور الروسي